# Aéroport international de Sanya-Hongtangwan
L'aéroport international de Sanya-Hongtangwan (chinois simplifié : 三亚红塘湾国际机场 ; chinois traditionnel : 三亞紅塘灣國際機場 ; pinyin : Sānyà hóng táng wān guójì jīchǎng) est un aéroport en construction qui devait desservir la ville de Sanya dans la province de Hainan, en Chine, situé sur une île artificielle dans la baie de Hongtang, à environ 20 kilomètres a l'ouest de Sanya. La construction a commencé en 2017, mais l'aéroport a rencontré des problèmes juridiques en 2020,.
Ç'aurait été le premier aéroport maritime de Chine. Le plan original prévoyait 4 pistes, 3 terminaux et des zones de supports associés,. En 2024, les autorités ont relancé une étude envisageant soit d'étendre l'aéroport actuel Phénix, soit la construction d'un autre aéroport terrestre.